# Horincă
Horinca este un distilat din fructe specific regiunilor Maramureș și Oaș, dar folosit ocazional și în alte zone din nordul Transilvaniei.
Ordinul nr. 368/2008 pentru aprobarea Normelor privind definirea, descrierea, prezentarea și etichetarea băuturilor tradiționale românești prevede că în zonele geografice Maramureș și Oaș, țuica poate fi denumită „horincă” sau „turț”.
Această băutură este obținută cel mai adesea din prune, prin dublă distilare, și are o tărie între 52% și 62% alcool.
Denumirea provine din limba ucraineană, unde horílka desemnează orice băutură distilată, cel mai mai adesea vodka, termen care provine de la polonezi, primii care au distilat alcoolul în Europa de Est.
Horinca de Cămârzana este înregistrată ca indicație geografică protejată la Comisia Europeană din anul 2007, iar denumirea generică horincă este în curs de înregistrare.